# Kriegerdenkmal Leimbach

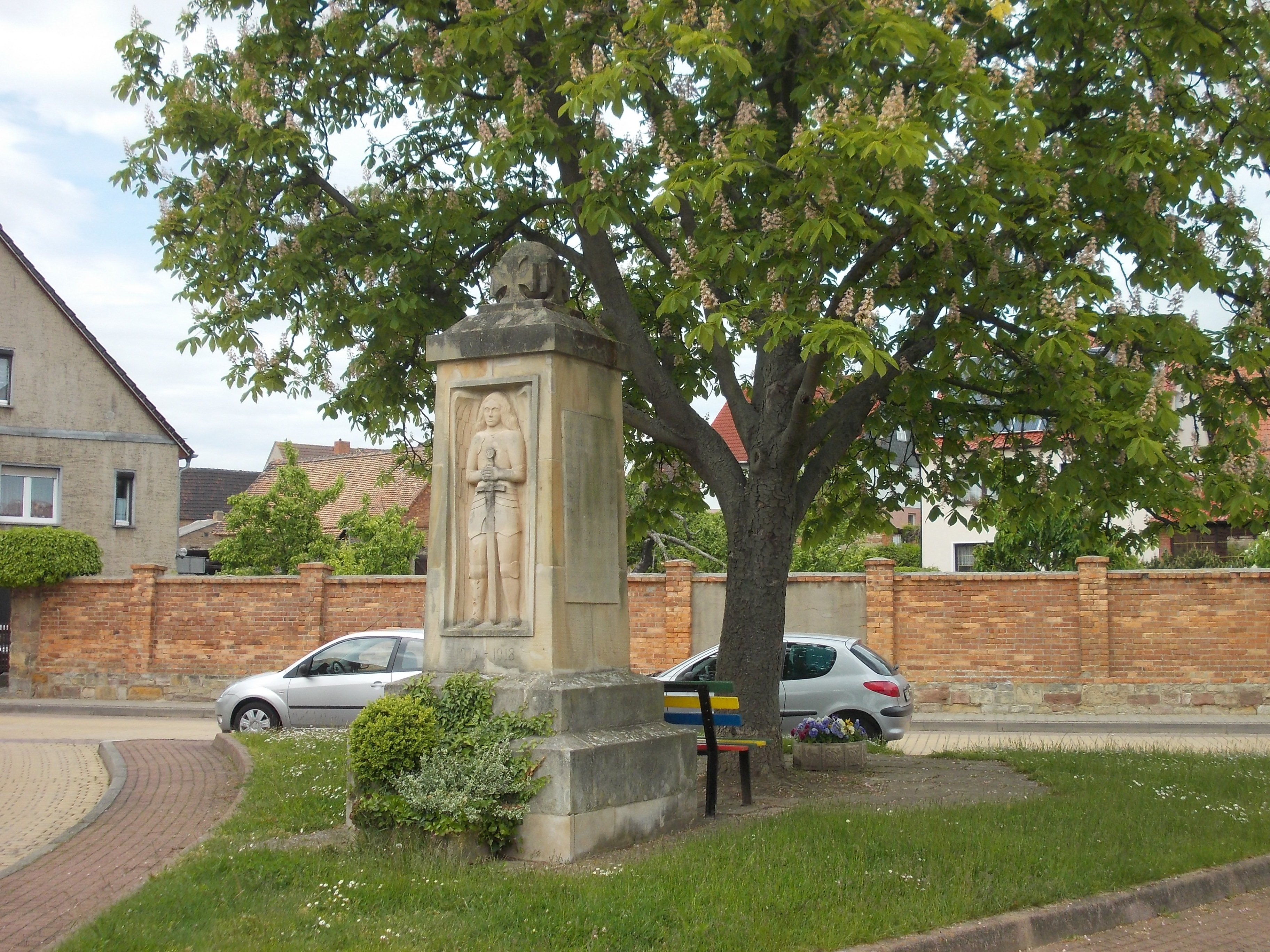
Kriegerdenkmal in Leimbach

Das Kriegerdenkmal Leimbach ist ein denkmalgeschütztes Kriegerdenkmal im Ortsteil Leimbach der Stadt Querfurt in Sachsen-Anhalt. Im örtlichen Denkmalverzeichnis ist das Kriegerdenkmal unter der Erfassungsnummer 094 66058 als Baudenkmal verzeichnet.
Das Kriegerdenkmal in Leimbach befindet sich auf einer kleinen Grünfläche an der Dorfstraße des Ortes. Bei dem Kriegerdenkmal handelt es sich um eine Stele auf einem Stufensockel, gekrönt von einem Eisernen Kreuz. Die Vorderseite zeigt einen Krieger mit einem zu Boden gerichteten Schwert als Relief. Das Kriegerdenkmal wurde zur Erinnerung an die Gefallenen des Ersten Weltkriegs errichtet.